# 즐거운 소극장
《즐거운 소극장》은 대한민국의 KBS에 방송됐던 예능 프로그램이다.

## 기획 의도
젊은이를 대상으로 한 노래와 웃음의 선사하는 개그맨과 초대 연예인이 꾸미는 콩트 코미디를 지향하는 버라이어티 프로그램이다.

## 방송 시간
| 방송 채널 | 방송 기간                          | 방송 시간              | 비고 |
| --------- | ---------------------------------- | ---------------------- | ---- |
| KBS 1TV   | 1984년 10월 29일 ~ 1985년 4월 15일 | 매주 월요일 저녁시간대 |      |

## 출연자
- 김형곤
- 임하룡
- 이성미
- 심형래
- 엄용수
- 임옥경
- 유동근
- 이동기
- 이은하

## 같이 보기
- 코미디